# Georg Erich Griesbach
Georg Erich Griesbach (* 5. Februar 1902 in Putlitz; † 23. März 1943 in Berlin) war ein deutscher Lehrer und Jugendschriftsteller, der auch unter dem Pseudonym Franz Karo Matth veröffentlichte.

## Leben
Sein Vater war der Schleusenmeister Johann Friedrich Franz Griesbach, sein Bruder der Generalmajor und Lehrer Franz Griesbach. Der Vater starb 1912 und die Mutter zog mit ihren vier Kindern nach Genthin. Hier besuchte Griesbach die Schule und studierte am Genthiner Lehrerseminar. Nach einer Zeit der Arbeitslosigkeit arbeitete er im Reichsbahnausbesserungswerk Brandenburg-West in Kirchmöser. 1928 wurde er als Lehrer in Berlin eingestellt. 1935 wurde er zur Luftwaffe einberufen. Er erkrankte an Magenkrebs und setzte seinem Leben im Alter von 41 Jahren ein Ende. Er schrieb anfangs für die Genthiner Zeitung, später verfasste er Jugendbücher, in denen er seine Erlebnisse in der märkischen Landschaft verarbeitete.

## Schriften
- Rolf Rollerjahn rollt rundherum. Kinderrevue. Strauch, Leipzig 1932.
- Vier tippeln durch die Mark. Erzählung für die Jugend. Enßlin & Laiblin, Reutlingen 1934.
- Die Rohrburg am Wendsee. Eine Jugenderzählung. Anton, Leipzig 1934.
- Sprock, der Steuermann der SRG. Enßlin & Laiblin, Reutlingen 1934.
- Hurra, wir ziehn ins Landschulheim. Erzählung für die Jugend. Enßlin & Laiblin, Reutlingen 1934.
- Katte.[1]
- Packt zu, Kameraden! Wie Großstadtjungen das Land kennenlernen. Enßlin & Laiblin, Reutlingen 1937.
- Lost wird Luftschutzhauswart. Ein Buch von Gasgefahr und Gasschutz. Anton, Leipzig 1942.